# Кага (княжество)
Княжество Кага (яп. 加賀藩 Кага-хан), также известно как Княжество Канадзава (яп. 金沢藩 Канадзава-хан) — феодальное княжество (хан) в Японии периода Эдо (1599—1871), в провинциях Кага, Ното и Эттю на острове Хонсю (современные префектуры Исикава и Тояма).

## Краткая история
Административный центр княжества: город Канадзава (сейчас центр префектуры Исикава).
Доход хана: 1,2 млн коку риса.
Основателем княжества стал крупный военачальник Маэда Тосииэ, вассал и сподвижник Оды Нобунаги и Тоётоми Хидэёси. Его потомки управляли княжеством вплоть до 1871 года. В период Эдо княжество Кага было самым богатым, не считая владений рода Токугава.
Кага-хан был ликвидирован в 1871 году.

## Правители княжества
| №  | Имя            | Имя       | Годы правления | Годы жизни  | Примечания                                                        |
| -- | -------------- | --------- | -------------- | ----------- | ----------------------------------------------------------------- |
|    | Маэда Тосииэ   | 前田 利家 | 1583 — 1599    | 1538 — 1599 | Четвертый сын самурая Маэда Тосимасы, владельца замка Арако       |
| 1  | Маэда Тосинага | 前田 利長 | 1599 — 1605    | 1562 — 1614 | Старший сын и преемник Маэды Тосииэ                               |
| 2  | Маэда Тосицунэ | 前田 利常 | 1605 — 1639    | 1594 — 1658 | Третий сын Маэды Тосииэ                                           |
| 3  | Маэда Мицутака | 前田 光高 | 1639 — 1645    | 1616 — 1645 | Старший сын и преемник Маэды Тосицунэ                             |
| 4  | Маэда Цунанори | 前田 綱紀 | 1645 — 1723    | 1643 — 1724 | Старший сын Маэды Мицутаки                                        |
| 5  | Маэда Ёсинори  | 前田 吉徳 | 1723 — 1745    | 1690 — 1745 | Старший сын и преемник Маэды Цунанори                             |
| 6  | Маэда Мунэтоки | 前田 宗辰 | 1745 — 1746    | 1725 — 1747 | Старший сын Маэды Ёсинори                                         |
| 7  | Маэда Сигэхиро | 前田 重煕 | 1746 — 1753    | 1729 — 1753 | Второй сын Маэды Ёсинори                                          |
| 8  | Маэда Сигэнобу | 前田 重靖 | 1753           | 1735 — 1753 | Третий сын Маэды Ёсинори                                          |
| 9  | Маэда Сигэмити | 前田 重教 | 1753 — 1771    | 1741 — 1786 | Четвертый сын Маэды Ёсинори                                       |
| 10 | Маэда Нарунага | 前田 治脩 | 1771 — 1802    | 1745 — 1810 | Пятый сын Маэды Ёсинори                                           |
| 11 | Маэда Наринага | 前田 斉広 | 1802 — 1822    | 1782 — 1824 | Второй сын Маэды Сигэмити, усыновлен своим дядей Маэдой Нарунагой |
| 12 | Маэда Нариясу  | 前田 斉泰 | 1822 — 1866    | 1811 — 1884 | Старший сын и преемник Маэды Наринаги                             |
| 13 | Маэда Ёсиясу   | 前田 慶寧 | 1866 — 1871    | 1830 — 1874 | Старший сын Маэды Нариясу                                         |